# Alfonso Artabe
Alfonso Artabe Meca (Palma de Mallorca, 18 augustus 1988) is een Spaans voetballer die zowel als centrale verdediger en als middenvelder kan spelen. Hij tekende in 2015 bij Sint-Truiden VV. Hij heeft een innige vriendschap met de Spanjaard Rafael Nadal

## Clubcarrière
Artabe werd geboren in Palma de Mallorca en speelde in de jeugdopleiding van RCD Mallorca. In 2008 sloot hij zich aan bij AD Universidad. Vervolgens speelde hij voor Real Oviedo Vetusta, Real Oviedo, CD Manacor, AE Prat en Baleares. In juli 2015 tekende hij na een proefperiode bij Sint-Truiden VV.